# Сони Ериксон K310
Сони Ериксон K310 је модел телефона из К серије. К310 произведен је 2006. године.
Са палетом боја од 65.536 и UBC LCD екраном поседује резолуцију од 128x160 пиксела.

## Спецификације

### Фотографија
- 640x480 пиксела, VGA
- 3 резолуције
  - Мала: 160x120
  - Средња: 320x240
  - Велика: 640x480
- 2x Дигитални зум сам у средњој резолуцији
- 176x144 пиксела видео-запис

### Мреже
- K310a:
  - GSM 850, GSM 1800, GSM 1900
- K310c: 
  - GSM 900, GSM 1800, GSM 1900
- K310i:
  - GSM 900, GSM 1800, GSM 1900

### Забава
- Media Player
- MP3, WMA, AMR, MP4, 3GP, Midi, IMY, EMY, WAV (16 kHz), 3GPP
- MusicDJ™ and PhotoDJ™
- Streaming audio/video
- 3D Java игре

### Интернет
- HTML browser, WAP
- Downloads
- RSS Reader
- Email (POP3 and IMAP4). With Push e-mail available for IMAP4.

### Комуникација
- IrDA
- GPRS
- USB

### Меморија
- Минимална 15 MB интерна флеш меморија

### Димензије
- 101 x 44 x 17

### Оперативни систем
- Sony Ericsson's revamped proprietary user interface

## Дисплеј
- 1.8 inches-CSTN
- 65536 colors

## Модели
- K310a: GSM 850, GSM 1800, GSM 1900
- K310c: GSM 900, GSM 1800, GSM 1900
- K310i: GSM 900, GSM 1800, GSM 1900
- K320: Сличан K310 са Bluetooth™